# 莫觀扶
莫观扶（？—1801年），又作莫官扶，广东遂溪县人，清朝乾隆嘉庆年间华南海盗首領，曾經被越南西山朝封為總兵。
莫观扶本是一名樵夫，1787年（乾隆五十二年）在到清澜山砍柴的途中被海盗绑架，莫观扶決定入伙。次年，莫观扶与郑七合股，並一起归顺投靠為越南西山朝政权效命的陈添保，被封为总兵，並在越南沿海一帶建立巢穴。莫观扶等四位總兵奉阮惠之命，在每年的陰曆三四月之間都派屬下騷擾中國的廣東、福建、浙江沿海。西山朝任命莫观扶為艚長，為他提供戰船武器。
1794年，莫观扶自立門戶，後來在擊敗並殺死福建海盜黃勝長及其手下六百餘人之后，西山朝朝廷認為他骁勇善戰，封之为「东海王」（越南语：／）。雖然東海王只是個虛銜，但意味著西山朝給予了他封贈下屬的權力。此後又先後兼併了張亞六等十餘個海盜團夥，勢力逐漸強大。到了1796年時，莫观扶的麾下已經擁有包括17艘帆船、一千餘人在內的海上武裝。他與鄭七、烏石二多次洗劫清朝沿海，甚至攻打官軍據點，成為清朝沿海一帶最大的禍患。莫观扶除了對南中國海沿海進行劫掠之外，還一直参与西山军对越南舊阮政權的作战。
1801年（嘉庆六年），舊阮君主阮福映率軍攻打西山朝首都富春（今順化），莫观扶率其屬下追隨西山朝皇帝阮光纘，參與了這場戰役，但遭到舊阮軍隊的大敗，莫观扶本人同另兩名海盜首領梁文庚、樊文才一起被俘虜。翌年，阮福映派鄭懷德、黎光定出使清朝，並將莫观扶、梁文庚、樊文才三人移交清廷。兩廣總督吉慶接待了舊阮使臣，對莫观扶、梁文庚、樊文才三人進行審問，得知了西山朝一直支持華南海盜的事實，將此呈報嘉慶帝。嘉慶帝勃然大怒，命令吉慶將三人淩遲處死。

## 腳註
1. ↑  《古代中越关系史资料选编》，中国社会科学出版社1982年5月版，584页
2. ↑  一说为“东海伯”。
3. ↑  《大南實錄·大南正編列傳初集·卷十一·鄭懷德傳》
4. ↑  《清實錄·嘉慶朝實錄》：「（嘉慶七年八月甲辰）又諭：吉慶奏農耐（即舊阮）遣使恭進表貢，並縛送莫觀扶等三犯來粵正法各情形。覽奏俱悉。乃近年以來，閩粵二省洋面盜船內閑有長髮之人，聞系該國縱令出洋行劫，朕未肯輕信，尚以長髮匪徒或系該國貧民，隨盜入夥。曾降旨諭令查拏，總未見擒獻一人。今阮福映縛致莫觀扶等三犯，訊取供詞，均系內地盜犯。該國招往投順，封為東海王、及總兵等偽職。……其莫觀扶等三犯，俱照大逆律辦。」